# Trogen (Oberfranken)
Trogen er en kommune i Landkreis Hof i den nordøstlige del af den bayerske regierungsbezirk Oberfranken i det sydlige Tyskland, ved grænsen til Sachsen. Kommunen er en del af Verwaltungsgemeinschaft Feilitzsch.

## Geografi
Trogen ligger omkring seks kilometer nordøst for byen Hof. Kommunen ligger i den bayerske Vogtland. Nabobyen Feilitzsch ligger kun få hundrede meter fra Trogen.

### Landsbyer og bebyggelser
Kommunen Trogen består af 7 landsbyer og bebyggelser:
- Kienberg 239 indb.
- Föhrig 8 indb.
- Schwarzenstein 10 indb.
- Siedlung
- Trogen 1.260 indb.
- Ullitz
- Ziegelhütten 15 indb.